# Adamnestia
Adamnestia is een geslacht van weekdieren uit de klasse van de Gastropoda (slakken).

## Soorten
- Adamnestia arachis (Quoy & Gaimard, 1833)
- Adamnestia japonica (A. Adams, 1862)